# کلین کانوی
کِلیَن یا کِلی‌اَن کانْوِی (انگلیسی: Kellyanne Conway؛ زادهٔ ۲۰ ژانویهٔ ۱۹۶۷) مدیر کمپین، استراتژیست، و نظرسنج
جمهوری‌خواه آمریکایی و مشاور رئیس جمهور دونالد ترامپ است. او در ۱۷ اوت ۲۰۱۶ در پی استعفای پال منافورت مدیر کمپین دونالد ترامپ نامزد حزب جمهوریخواه برای انتخابات ریاست جمهوری آمریکا شد. او رئیس و مدیرعامل اجرایی ده پولینگ کامپنی/ وومنترند است و به طور مرتب به عنوان صاحبنظر سیاسی در سی‌ان‌ان، فاکس نیوز، شبکه فاکس بیزنس، و بیش از این دعوت شده است. او به عنوان مهمان در برنامه‌هایی چون صبح بخیر آمریکا, پخش زنده با بیل مار, ملاقات با مطبوعات, و هنتی حضور داشته است.